# داریو کویتانیچ
داریو کویتانیچ (کرواتی: Dario Cvitanić؛ زادهٔ ۱۶ مهٔ ۱۹۸۴) بازیکن فوتبال اهل آرژانتین است.
از باشگاه‌هایی که در آن بازی کرده‌است می‌توان به باشگاه فوتبال ریور پلاته، باشگاه فوتبال پاچوکا، باشگاه فوتبال بانفیلد، باشگاه فوتبال بوکا جونیورز، باشگاه فوتبال آژاکس آمستردام، و باشگاه فوتبال نیس اشاره کرد.